# Битва при Голомбе
Битва при Голомбе (польск. Bitwa pod Gołębiem) — сражение Северной войны между войсками Речи Посполитой и шведскими войсками.

## Предыстория
В середине февраля 1656 года шведская армия во главе с королём Карлом Х Густавом встала лагерем возле села Голомб, расположенного в северной части Малой Польши, недалеко от слияния рек Вислы и Вепш. Шведы ожидали столкновения с польскими подразделениями Стефана Чарнецкого. Поляки были разделены на две группы: одной командовал сам Чарнецкий, другой — полковником Себастьян Маховский. Шведские подразделения пополнило некоторое число польских солдат, которые дезертировали от Чарнецкого. Среди поляков, которые служили шведскому королю в этой битве, был Ян Собеский.
По данным польского историка Лешека Подгорецкого, король Карл Густав, узнав об антишведском восстании на юге Малой Польши, решили передислоцировать туда свою армию. Шведы перешли реку Пилица 12 февраля, заставив Чарнецкого отступить за Вислу, и встали лагерем вблизи Голомба.

## Ход битвы
Шведская армия пересекла замерзшую Вислу возле Казимеж-Дольны, застигнув врасплох расквартированные в городе польские войска. Затем шведы двинулись вдоль правого берега реки, достигнув Голомба, где столкнулись с разрозненными польскими отрядами. Шведский авангард под командованием генерала Горна и графа Вальдемара Кристиана Шлезвиг-Гольштейн открыл огонь и двинулся в атаку. Это вызвало отступление польских войск, которые остановил лично Чарнецкий и приказал контратаковать.
В то же время дополнительные шведские подразделения вступили в бой, получив численное превосходство над поляками. Шведские полки под командованием короля на какое-то время растерялись под ответным ударом поляков, но вскоре польский порыв был остановлен шведским огнём. Для предотвращения полного уничтожения своих войск Чарнецкий приказал им отступить. Некоторое число польских солдат утонуло во время пересечения Вепша, когда лед проломился. Всего поляки потеряли менее 150 человек, в основном за счет того, что Чарнецкий вовремя отказался от сражения и отступил.

## Капитуляция
Карл Густав был уверен, что битва закончилась полным уничтожением армии Чарнецкого. Это было неправдой, так как поляки использовали манёвр, который они наблюдали во время борьбы с крымскими татарами: их силы, разбросанные по всей территории, слились воедино через несколько дней.

## В культуре
Описана Генриком Сенкевичем в романе Потоп.